# Чон Иру
Чон Иру́ (кор. 정일우; род. 9 сентября 1987) — южнокорейский актёр, певец, модель.
в 2006 году дебютировал в комедии «Неудержимый удар», где сыграл мотоциклиста-забияку на имя ли Юн Хо. За эту роль он получил несколько наград. Затем сыграл главную роль в исторической дораме «Возвращение Иль Чжи Мэ».
В 2011 году снялся в роли Ча Су Чи в дораме «Красавчики из лапшичной».
Чон Иру является известным лицом нескольких брендов, например, компании LG, Samsung, Nike, часто снимается в рекламе. В 2011 году исполнил песни, вошедшие в OST для телесериала «49 дней», в которой сыграл главную роль.
В 2011 году был избран послом Чонджу Международного кинофестиваля наряду с актрисой Ким Со Ин.

## Биография
Чон Иру родился в Сеуле, Южная Корея в состоятельной семье. Его дед является главным директором больницы в Корее, отец — директор Академии Кендо, мать — профессор Корейского Национального университета культурного наследия. Также у него есть старшая сестра.
В юности не любил учиться и не стремился поступить в университет, однако передумал и сдал экзамены в Сеульский институт искусств, а затем перевелся в Институт театра и кино университета Хан Ян.

## Фильмография

### Сериалы
- 2006—2007 — «Неудержимый удар»
- 2008 — «Секрет острова Кэу Кэу»
- 2009 — «Возвращение Иль Чжи Мэ»
- 2009 — «Моя прекрасная леди»
- 2009 — «Неудержимый удар 2»
- 2011 — «49 дней»
- 2011 — «Красавчики из лапшичной»
- 2011 — «Неудержимый удар 3»
- 2012 — «Солнце в объятиях луны»
- 2013 — «Королева офиса»
- 2013 — «Золотая радуга»
- 2014 — «Дневник ночного стража»
- 2015 — «Безответная любовь»
- 2016 — «Золушка и четыре рыцаря»
- 2017 — «Красивая женщина»

### Фильмы
- «Мир тишины» (2006)
- «Моя любовь» (2007)
- «Формула любви» (2016)

### Тв-шоу
- Ещё один момент (МТВ Корея, 2011)
- Удивительный проект мечты (jTBC, 2011)
- День Вверх (Хунань, 2012)
- 100 развлечений (РТИ, 2012)
- Бесконечный Вызов (МБК, 2014)
- Звездный шеф-повар (сайт jstv, 2015)
- Бегущий человек (СБС, 2015, 2016)

### Реклама
- Чон Иру для Essor
- Сьюзи и Чон Иру для Domino Pizza
- Чон Иру для NIKE

## Награды
- 2007— премия выбора канале mnet: новая звезда и звезда драмы
- 2007 — МБК Драма Награды: лучший Новичок
- 2007 — Фестиваль Музыка на канале mnet: Лучший актёр
- 2009 — Звезда телевизионной драмы (Корея): Дапсанг (приз)
- 2012 Азия — 7-я модель фестиваля. Награда: премия модницы
- 2012 — 2nd Ministry of Health and Welfare Share Happiness Awards: Recipient
- 2012 — 7-й Хуадинг. Награда: премия Азии за мужскую роль
- 2013 — Награда: премия за мужскую роль
- 2014 — МБК Драма. Награда: Лучший актёр